# Lancé
Lancé település Franciaországban, Loir-et-Cher megyében. Lakosainak száma 474 fő (2022. január 1.). Lancé Crucheray, Gombergean, Nourray, Pray és Saint-Amand-Longpré községekkel határos.

## Népesség
A település népességének változása:
| Lakosok száma | 434  | 345  | 414  | 430  | 449  | 469  | 473  | 472  | 476  | 474  |
|               | 1968 | 1982 | 1990 | 2006 | 2013 | 2015 | 2017 | 2019 | 2020 | 2022 |